# Benvenuto Cellini

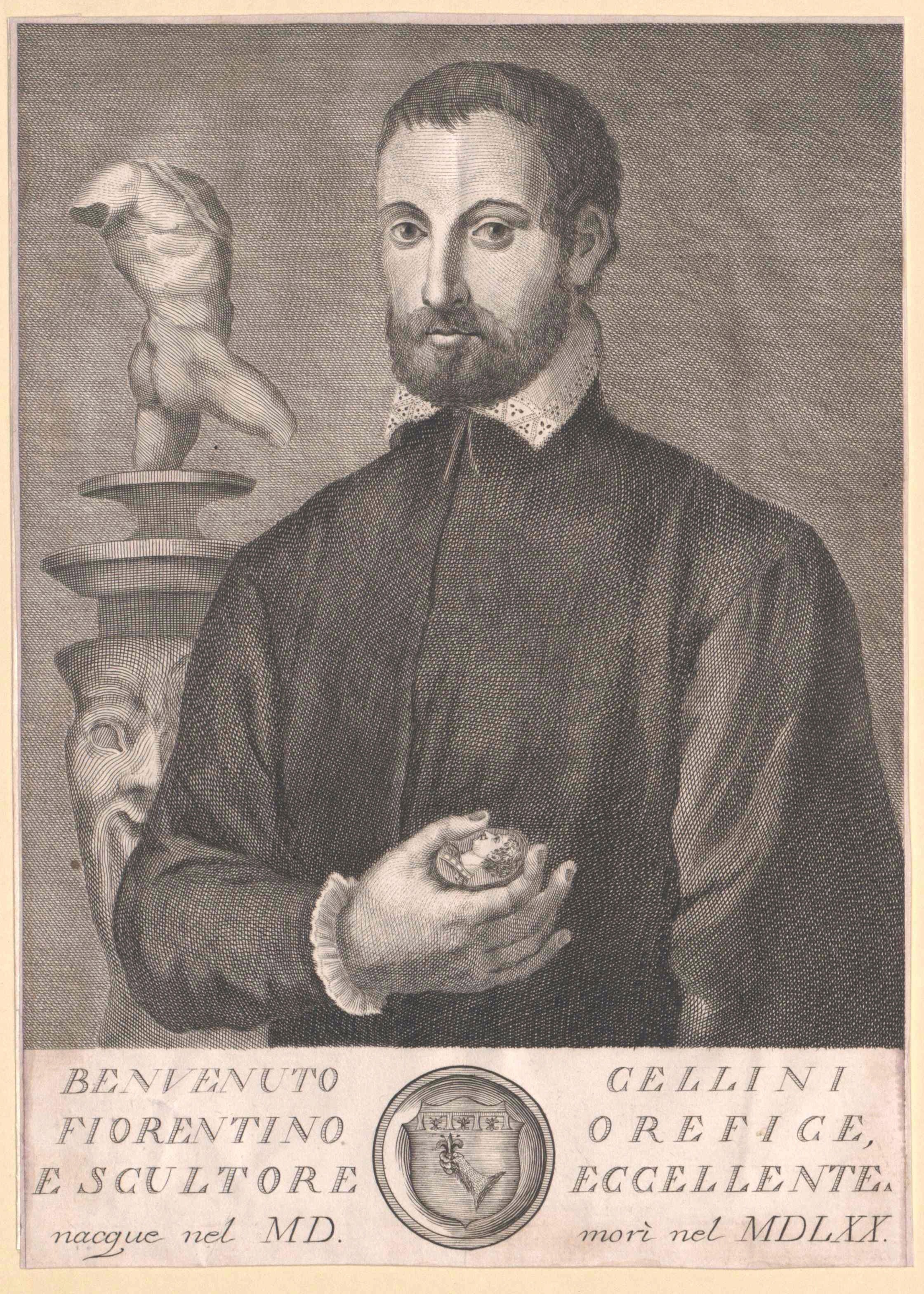
Benvenuto Cellini

Benvenuto Cellini (* 3. November 1500 in Florenz; † 13. Februar 1571 ebenda) war ein italienischer Goldschmied und Bildhauer und berühmter Vertreter des Manierismus.
Cellini gilt als einer der großen Bildhauer der Nachantike und als ein typischer „uomo universale“ der italienischen Renaissance. Seiner Autobiographie zufolge war er auch ein dreifacher Mörder. Nachdem sein Werk und seine Taten mehrere hundert Jahre nahezu vergessen gewesen waren, wurde er zu Beginn des 19. Jahrhunderts neu entdeckt. Cellini wirkte an der Schwelle der Hochrenaissance zum Manierismus als Bildhauer, Goldschmied, Medailleur, aber auch als Schriftsteller, Musiker und umstrittene Figur der Zeitgeschichte im Umfeld der Päpste und der Medici.

## Leben

### Jugend
Benvenuto Cellini wurde am 3. November 1500 in Florenz als Sohn des Baumeisters und Musikers Giovanni Cellini und seiner Frau Maria Elisabetta di Stefano Granacci im 21. Jahr ihrer Ehe geboren.
Sein Vater war Architekt von Verteidigungsanlagen im Dienste der Medici. Darüber hinaus arbeitete er in kunsthandwerklichen Bereichen und fertigte auch Musikinstrumente an. Seinem Willen gemäß sollte Benvenuto Musiker werden; dieser entschied sich aber mit 14 Jahren für das Goldschmiedehandwerk.
Nur mit Mühe erreichte Benvenuto, dass ihn sein Vater in die Lehre zu Michelangelo da Viviano, dem Vater seines späteren Erzrivalen Baccio Bandinelli, gab. Als ihn der Vater jedoch bald darauf wieder zurücknahm, riss er aus und ging in die Werkstatt von Antonio di Sandro, wo er rasch Fortschritte machte. 1516 wurde er wegen einer Schlägerei für sechs Monate aus Florenz verbannt, die er bei dem Meister Francesco Castoro in Siena verbrachte. Auf Geheiß von Giulio de’ Medici, dem späteren Papst Clemens VII., durfte er jedoch zurückkehren. Es trieb ihn aber bald wieder in die Fremde. In Bologna arbeitete er für kurze Zeit bei Meister Ercole, dann für den Miniaturmaler Scipio Cavaletti. Anschließend war er wieder in Florenz, das er jedoch wegen eines Streits mit seinem Bruder bald wieder verließ, um planlos über Lucca nach Pisa zu wandern, wo er ein Jahr lang unter dem Meister Ullivieri della Chiostra in Gold und Silber schöne und bedeutende Sachen arbeitete, bevor er nach Florenz zurückkehrte.

### Erster Aufenthalt in Rom
Das Musizieren, das er bis dahin seinem Vater zuliebe weiter betrieben hatte, war ihm nun restlos zuwider; es kam zu einem Streit mit dem Vater, in dessen Folge er Florenz erneut verließ und nach Rom in die Werkstatt von Firenzuola di Lombardia ging. Er kehrte aber auf Bitten seines Vaters nach zwei Jahren zurück und nahm auch das Musizieren wieder auf. Streitigkeiten mit Kollegen arteten unterdessen immer häufiger in Schlägereien aus, in deren Folge Cellini – als Mönch verkleidet – aus Florenz fliehen musste.

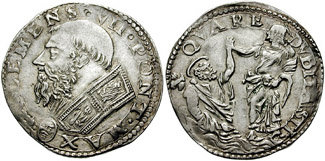
Clemens VII. Münze von Benvenuto Cellini gestochen

Er ging wieder (etwa November 1523) nach Rom, wo gerade sein Gönner Giulio de’ Medici als Papst Clemens VII. inthronisiert wurde. In der Werkstatt des aus Mailand stammenden Giovanpiero della Tacca begann Cellini einen „großen Wasserkessel“, den der Maler Gioanfrancesco Penni für den Bischof von Salamanca entworfen hatte. Die zügige Ausführung des Auftrags wurde aber behindert, nachdem Cellini, durch seinen ihm flehend und drohend im Traum erschienenen Vater bewogen, als Musiker in päpstliche Dienste getreten war. Durch die Terminverzögerung der Ablieferung verärgert, weigerte sich der Bischof, nach dem Erhalt der Arbeit vertragsgemäß zu zahlen. Nachdem es Cellini gelungen war, sich wieder in den Besitz des Werkes zu bringen, verteidigte er die erneute Herausgabe mit Waffengewalt gegen die Dienerschaft des Bischofs. Dieser Coup machte Cellini in weiten Kreisen der römischen Gesellschaft bekannt. Die nun eintreffenden Aufträge ermöglichten es ihm, seine erste eigene Werkstatt zu eröffnen. Er begann, neben den Goldschmiedearbeiten auch als Siegelstecher zu arbeiten.
In diese Zeit fällt auch das Zusammentreffen Cellinis mit der von ihm hochgeschätzten Porzia Chigi, der er eine Reihe von Aufträgen zu verdanken hatte und die ihn darin bestärkte, seine eigene Werkstatt zu eröffnen. Im Hause der Chigi (heute Villa Farnesina) studierte er die dortigen Werke des Raffael, was nicht ohne Einfluss auf sein weiteres Schaffen geblieben sein dürfte.
Der im Jahr 1525 in Rom ausgebrochenen Pest wich Cellini, wie viele Römer, durch Aufenthalt am Land aus. Die von den Bauern bei der Feldarbeit relativ häufig gefundenen antiken Medaillen, Gemmen und Edelsteine kaufte er für ein Weniges auf, um sie, zurück in Rom, gewinnbringend an kunstsinnige Kardinäle zu verkaufen.

### Sacco di Roma
Bei der Belagerung Roms im Jahr 1527 griff er als treuer Anhänger der Medici ebenfalls zu den Waffen und übernahm die Aufsicht einiger Geschütze auf der Engelsburg. Im Auftrag des Papstes zerstörte er ohne jeden Skrupel eine Reihe wertvoller Kunstgegenstände der Goldschmiedekunst im Werte von insgesamt 200 Pfund Gold, um sie nicht den Belagerern in die Hände fallen zu lassen. Einen Teil des Schatzes veruntreute er dabei. Joseph Victor von Scheffel erwähnte in Der Trompeter von Säkkingen Cellinis Rolle im Sacco di Roma. Bei der Belagerung von Bad Säckingen durch einen Bauernhaufen sagt die Nebenfigur, Freskomaler Fludribus: „Scharfen Blicks hab’ die Gefahr ich / Hier erkannt, doch wie Cellini / Von der Engelsburg zu Rom einst / Frankreichs Connetabel totschoß: / So -- auf leider schlechtre Feinde -- / Kanoniert hier Fludribus!“
Nach dem Ende der Belagerung kehrte er als Capitano nach Florenz zurück, um bald darauf weiter nach Mantua zu reisen, um dort für kurze Zeit in die Dienste des Mailänders Niccolo, Goldschmied des Herzogs, zu treten. Vier Monate später war er wieder in Florenz, wo gerade die Pest gewütet hatte. Er fand nur noch einen Bruder und eine jüngere Schwester am Leben. Diesen zuliebe blieb er einige Zeit daheim und erwarb sein Geld hauptsächlich durch das Fassen von Juwelen.
Im Auftrag des Girolamo Mazzeti erarbeitete er eine „goldene Medaille am Hut zu tragen, worauf in ganz erhabenem Relief ein Herkules, der dem Löwen den Rachen aufreißt“. Diese Arbeit gewann den Beifall Michelangelo Buonarrotis. Durch dieses Lob des damals schon „vergöttlichten“ Künstlers stieg sein Geltungsbedürfnis enorm an und sein Verlangen nach größer dimensionierten Arbeiten wuchs. Eine weitere Medaille aus dieser Zeit für Federico Ginori gelangte später in den Besitz Franz’ I. von Frankreich und führte in der Folge zu seiner Berufung an den französischen Hof.

### Erster Mord
Von Florenz ging Cellini wieder nach Rom und arbeitete dort vorübergehend beim Goldschmied Raffaelo del Moro. Auf Grund einer günstigen Auftragslage konnte er schon bald wieder eine eigene Werkstatt eröffnen, in der fünf Gesellen für ihn arbeiteten. Sein Bruder Francesco, der sich als Soldat in Rom aufhielt, wurde dort in dieser Zeit in einem Handgemenge auf offener Straße erschossen. Cellinis anschließender Mord am Mörder seines Bruders wurde vom Papst „mit grimmigem Seitenblick“ bestraft.
Nach einem nächtlichen Einbruch in seine Werkstatt, bei dem eine Reihe von Schmuckstücken und Prägestempeln gestohlen wurden, kamen mit seinem Stempel geschlagene gefälschte Münzen in den Umlauf. Cellini geriet in den Verdacht der Falschmünzerei, gegen den ihn der Papst in Schutz nahm. Nach der Entdeckung der Täter sah sich der Papst in seinem Vertrauen zu ihm bestärkt und schenkte ihm die einträgliche Stelle eines päpstlichen Leibtrabanten. Dieser hierarchische Aufstieg führte bei Cellini zu einer Reihe von Überheblichkeiten und Streitereien, bis er sich zuletzt einer Übermacht an Feinden gegenübersah.
Als Cellini auf offener Straße einen seiner Gegner durch einen Steinwurf schwer verletzte, musste er nach Neapel fliehen und arbeitete dort für kurze Zeit in der Werkstatt des Goldschmieds Domenico Fontana, kehrte jedoch bald heimlich nach Rom zurück, wo er die Genesung seines Opfers abwartete.

### Papst Paul III.
Papst Clemens VII. starb 1534. Ihm folgte Paul III. aus dem Hause Farnese. Bei passender Gelegenheit tötete Cellini Pompeo de’ Capianeis, den Anstifter seiner Verfolgung. Statt dafür vom Papst bestraft zu werden, erhielt er von diesem einen Freibrief. Durch diesen gesichert, erarbeitete er zunächst die Stempel für die Ausgabe neuer Scudi anlässlich der Wahl Pauls III. Die Familie des ermordeten Pompeo suchte unterdessen, nachdem sie kein Recht gefunden hatte, Gleiches mit Gleichem zu vergelten. Den gedungenen Mördern entkam Cellini nach Florenz.
Ein erneuter Freibrief des Papstes ermöglichte ihm die Rückkehr nach Rom. Dort wurde er eines Nachts überfallen, rettete sich nicht zuletzt durch den Freibrief. Darauf erkrankte er so lebensbedrohend, dass mit seinem Ableben gerechnet wurde. Obwohl bereits Sonette auf seinen Tod verfasst waren, erholte er sich wie durch ein Wunder. Darauf suchte er völlige Heilung im Hause seiner Schwester in Florenz.
Cellini beging laut eigener Aussage drei Morde. Der dritte geschah an einem Postbeamten in Siena. Mehrmals in seinem Leben stand er vor Gericht. Einmal wurde er zum Tode verurteilt. Außer Delikten wegen Körperverletzung stand Cellini mehrfach auch wegen Diebstahls und als abartig angesehener sexueller Praktiken vor Gericht.

### Erste Reise nach Frankreich
Im Jahr 1535 reiste er über Padua, Venedig, den Bernina- und Albulapass in die Schweiz und von dort aus nach Lyon und weiter nach Paris. Die Reise verlief jedoch ohne den erhofften Erfolg. Ein Treffen mit König Franz I. kam nicht zustande und so reiste er über den Simplonpass zurück. Nachdem er unterwegs dem Herzog von Ferrara seine Aufwartung gemacht und in Loreto für seine Genesung gedankt hatte, ging er weiter nach Rom und eröffnete wieder eine Werkstatt mit zwölf Gesellen.

### Gefangenschaft
Dort holte ihn seine Vergangenheit ein. Er wurde auf Grund eines von seinen Feinden lancierten Gerüchts verhaftet, demzufolge er beim Einschmelzen des päpstlichen Schatzes wertvolle Edelsteine entwendet hätte. Zwei Jahre blieb er ohne Anklage in der Engelsburg inhaftiert. Ein Fluchtversuch führte zu noch strengerer Haft. Es wurden Versuche unternommen, ihn zu vergiften. Erst nach Intervention des Kardinals von Ferrara, Ippolito d’Este, kam Cellini wieder frei; dieser hatte den Auftrag, ihm die Einladung an den französischen Hof Franz’ I. zu überbringen. Am 22. März des folgenden Jahres brach Cellini zum zweiten Mal nach Frankreich auf.

### Zweite Reise nach Frankreich

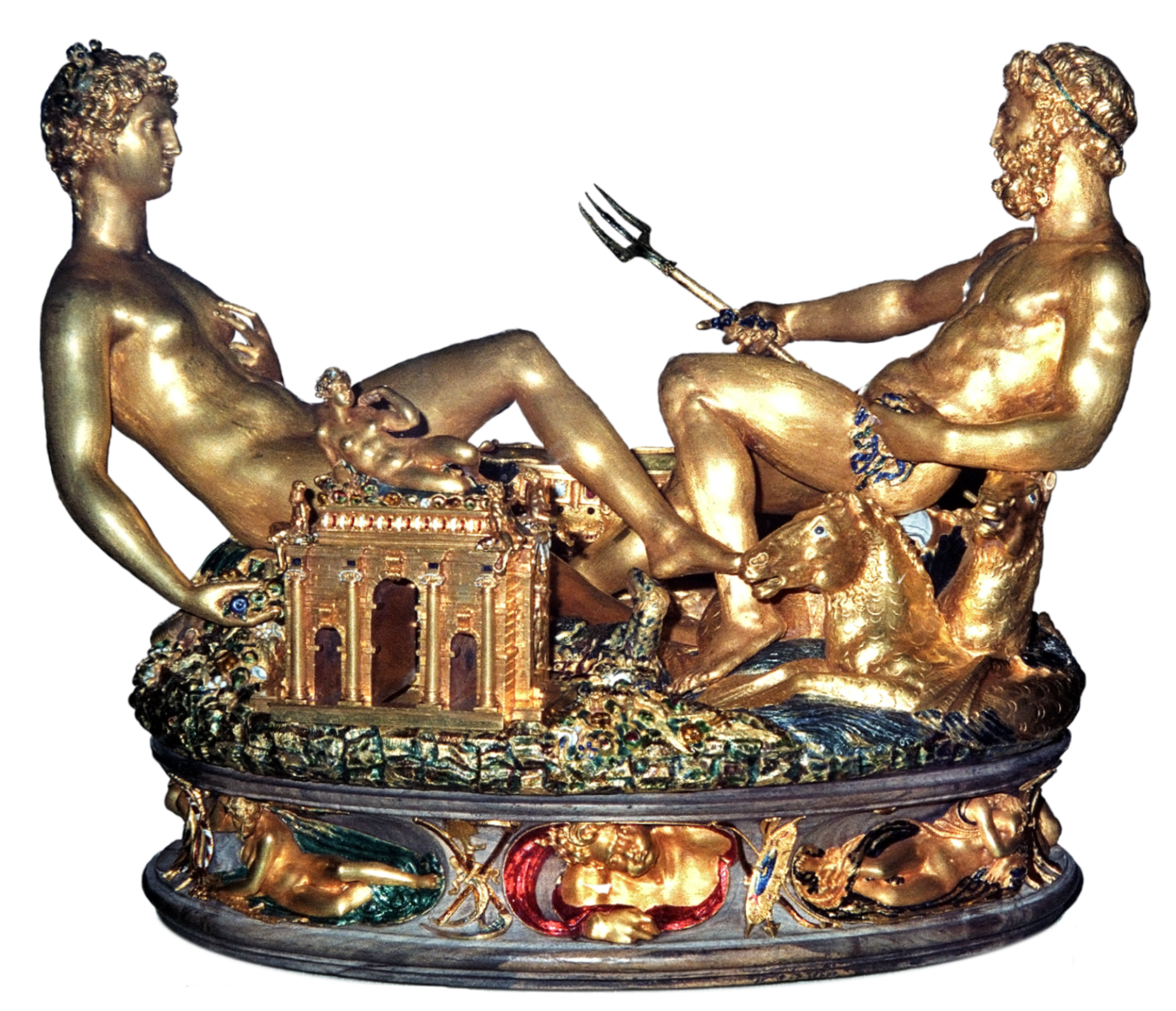
Saliera von Cellini (Paris, 1540–1543 Gold, teilweise emailliert; Sockel: Ebenholz), heute im Kunsthistorischen Museum Wien

In Fontainebleau traf er zum zweiten Mal König Franz I., der ihm große Aufträge in Aussicht stellte. Aber schon bald machte sich bei Cellini Unmut breit: Die Aufträge blieben aus, die in Aussicht gestellte Bezahlung empfand er als unangemessen. So plante er, wie schon während der Gefangenschaft erwogen, eine Wallfahrt nach Jerusalem zu unternehmen. Eines Morgens reiste er unvermittelt ab, wurde jedoch ergriffen und wieder zurückgebracht. Der Ausreißversuch hatte jedoch insofern Erfolg, als dass der König ihn umgehend mit dem Auftrag für zwölf lebensgroße silberne Statuen bedachte. Er erhielt dazu als Atelier ein kleines Schloss in unmittelbarer Nähe des Louvre, das er erst nach wiederholten Streitigkeiten mit den dortigen Bewohnern beziehen konnte.
Die Arbeiten an den Figuren stießen auf das lebhafte Interesse des Königs, der ihn auch überraschend in seiner Werkstatt besuchte. Bei einem dieser Besuche erging der Auftrag des Königs zur Herstellung des Salzfasses, dessen Modell Cellini bereits in Rom für Ippolito d’Este erstellt hatte. Die Protektion des Königs führte auch zu einer Flut von Aufträgen von außerhalb für die Werkstatt. Es entstanden zahlreiche Werke in Edelmetallen und in Bronze. Auch hier schaffte sich Cellini in kürzester Zeit einflussreiche Feinde, an erster Stelle die Geliebte des Königs, Madame d’Étampes.

### Rückkehr nach Italien
Im Sommer 1545 erbat Cellini Urlaub, der ihm nach anfänglichen Ablehnungen endlich gewährt wurde. Er reiste nach Italien. Ende Juli erreichte er Florenz und wurde bei Herzog Cosimo vorstellig, der ihn ersuchte, in seine Dienste einzutreten. Die von ihm in Aussicht gestellte Skulptur des Perseus, mit der Cellini hoffte, in Konkurrenz zu seinen großen Vorbildern Michelangelo und Donatello treten zu können, reizte ihn so sehr, dass er das Angebot annahm. Franz I. beschuldigte ihn darauf des Undanks, verlangte eine genaue Abrechnung und verzichtete auf dessen Rückkehr.
In Florenz wurde ihm vom Herzog im Jahre 1545 ein Haus geschenkt, das er bis zu seinem Lebensende 1571 bewohnte und in dessen Garten unter abenteuerlichen Bedingungen der Perseus gegossen wurde. Die Vollendung des Perseus nahm wegen immer wieder auftretender Schwierigkeiten acht Jahre in Anspruch. Daneben entstanden weiterhin vereinzelt Goldschmiedearbeiten, die er mit seinen Gehilfen vor allem für den herzoglichen Hof ausführte. Er selber sah sich von nun an eher als Bildhauer denn als Goldschmied.

### Guss des Perseus

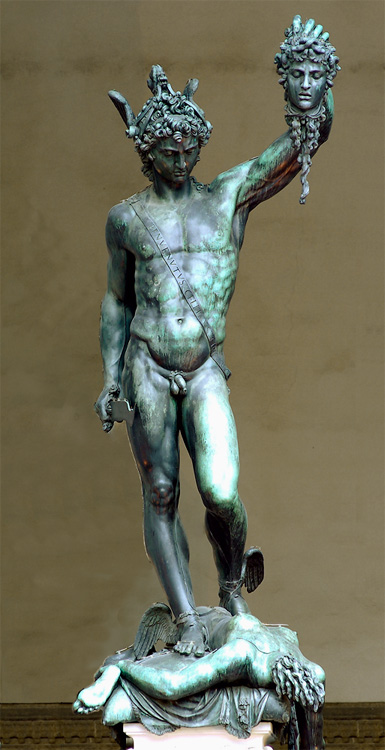
Perseus mit dem Haupt der Medusa

Nach einigen erfolgreichen Güssen an einer Büste des Herzogs und vier kleineren Statuen für den Perseus-Sockel goss er die dem Perseus zu Füßen liegende enthauptete Medusa. Nachdem ihm dieser Guss zur absoluten Befriedigung gelungen war, schritt Cellini endlich zur Tat und bereitete den Guss des Perseus vor, der wie die antiken Bronzen in einem Stück ausgeführt werden musste. Die Schilderung des Unternehmens fand breiten Platz in der Vita – wie nach dem Anstoß das Gebälk des Daches Feuer fing, Regen und Sturm hereindrangen, endlich der glühende Ofen platzte. Nach zwei Tagen zeigte sich jedoch, dass der Guss bis auf eine kleine Stelle am rechten Fuß vorzüglich gelungen war. Dem Herzog überbrachte er diese Nachricht zugleich mit der Bitte um Urlaub. Der wurde ihm gewährt und Cellini reiste nach Rom.

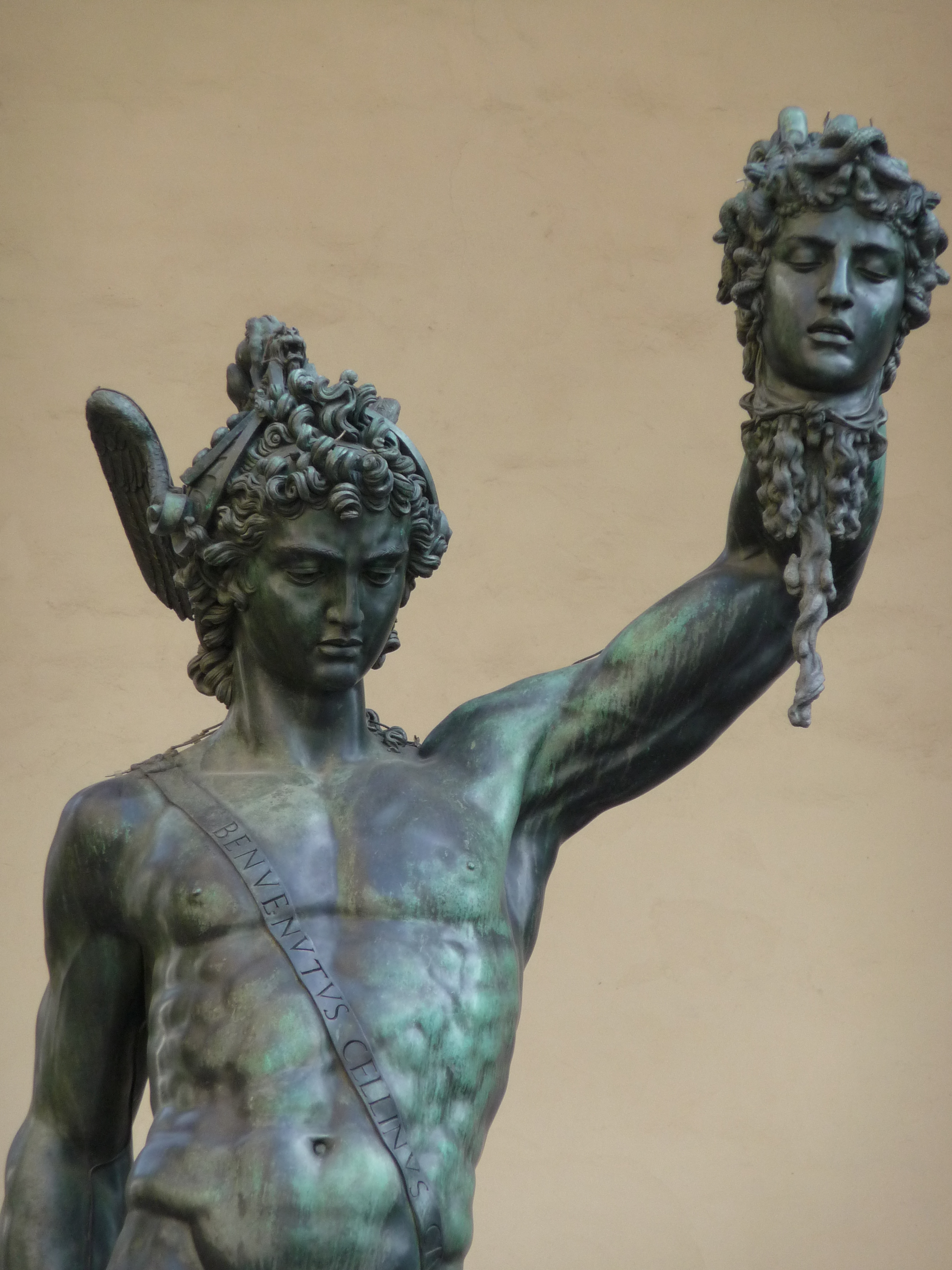
Benvenuto Cellini: Perseus mit dem Haupt der Medusa, Detail

Seine Bemühungen dort galten einer Anstellung unter Papst Julius III., die ihm aber verwehrt blieb. Zurück in Florenz arbeitete er an der Errichtung einiger Festungstore, bevor er wieder die Arbeit an der Basis des Perseus aufnahm. 1554 wurde der Perseus in der Loggia dei Lanzi aufgestellt, wo er sich noch heute befindet. Als Cellini die vier Figuren für den Perseus-Sockel nicht der Herzogin überlassen wollte, die diese für ihre Privatsammlung begehrte, hatte er allerdings auch seinen Kredit in der Familie des Herzogs weitgehend verspielt, so dass keine größeren Aufträge mehr von dort zu erwarten waren. Zu allem Überfluss konnten sich die Parteien auch nicht auf den Preis der Monumentalskulptur einigen. Cellini verlangte 10.000 Scudi, der Herzog bezahlte dagegen nur 3.500 Scudi.
Der Perseus war Cellinis größtes Werk. Noch im Jahr der Enthüllung wurde Cellini feierlich in den florentinischen Adel aufgenommen, ungeachtet der Tatsache, dass er zu dieser Zeit im Ansehen des Herzogs tief gesunken war, ohne allerdings gänzlich in Ungnade zu fallen.

### Letzte Jahre

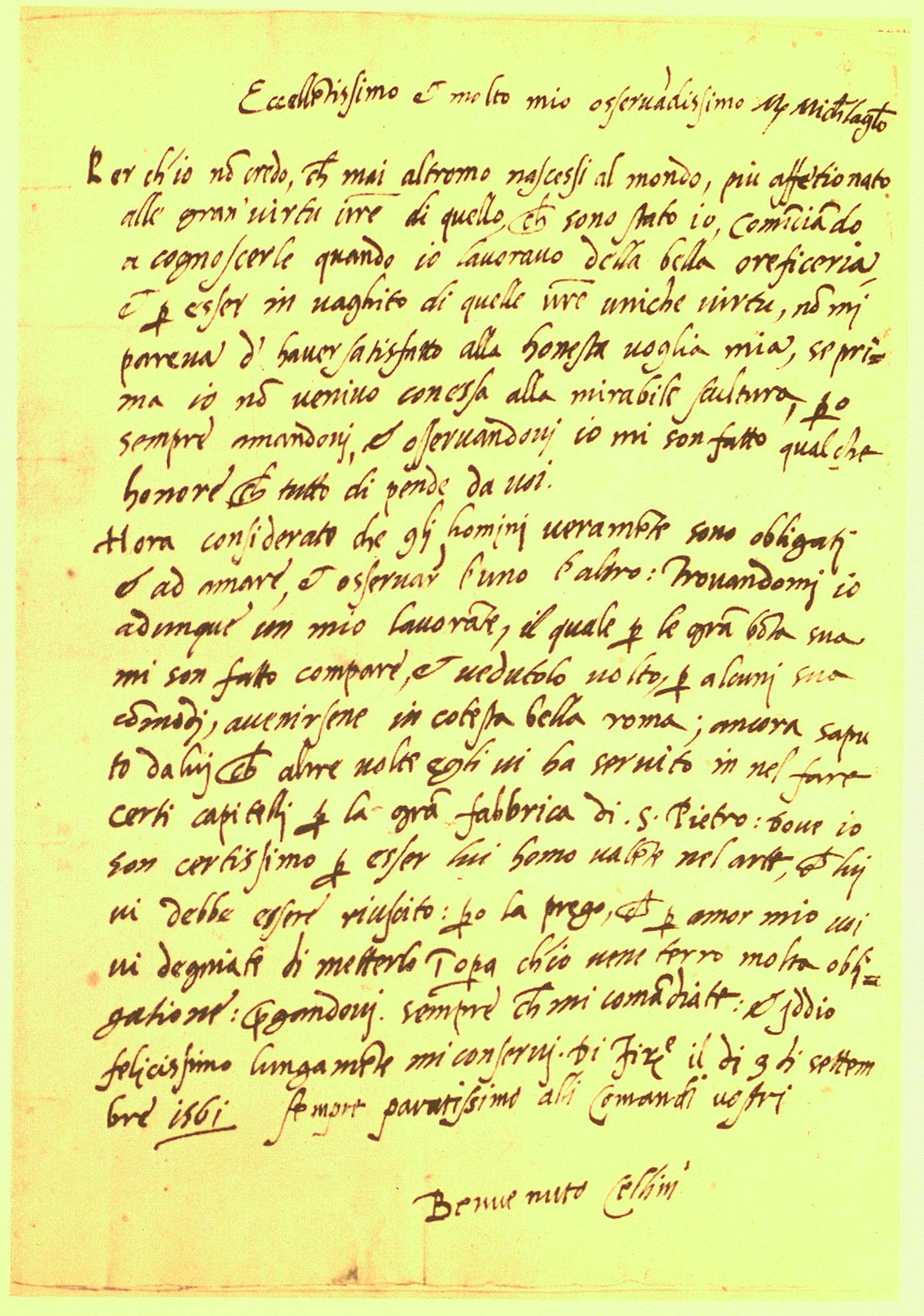
Ein Brief Benvenuto Cellinis von 1561 an Michelangelo. London, British Library, Additional MS 23139, fol. 14r

Die ewigen Streitereien und die letztlich unerfüllte Geltungssucht zeigten immer deutlichere Spuren bei Cellini. So entschloss er sich zum Wechsel in den geistlichen Stand und nahm auch 1558 die Tonsur. An seiner Streitsucht änderte das aber nicht viel. Die letzten Jahre gestalteten sich für ihn trübe. Er hatte Unglück mit denen, die sein Geld verwalteten, und wurde in Prozesse verwickelt; da er nicht oder nur wenig arbeitete, blieben Einnahmen aus.
Schon 1560 wurde er wieder von seinen Gelübden entbunden und heiratete im Jahre 1563 seine Haushälterin Piera di Salvadore Parigi, mit der er bereits einen unehelichen Sohn hatte, der aber bereits 1559 gestorben war. Der Ehe des Dreiundsechzigjährigen entsprossen drei Kinder, zwei Töchter und ein Sohn, die ihn überlebten, während seine zahlreichen außerehelichen Kinder zumeist in früher Jugend starben.
Ungeachtet dessen sah sich Cellini mehrfach mit dem Vorwurf der Homosexualität, insbesondere von Seiten Baccio Bandinellis, konfrontiert. Auch die Kunstgeschichte bringt die Formensprache seiner Skulpturen häufig mit Homoerotik in Verbindung. Er wurde viermal der so genannten Sodomie angeklagt.
- Im Alter von 23 Jahren wurde er angeklagt, mit einem Jungen namens Domenico di ser Giuliano da Ripa in einem homosexuellen Verhältnis zu stehen. Das Urteil fiel, wahrscheinlich auf Grund seines jugendlichen Alters, milde aus.
- Eine Anklage in Paris stand er vor Gericht erfolgreich durch.
- 1548 wurde er von einer gewissen Margherita beschuldigt, ihrem Sohn Vincenzo nahegekommen zu sein. Wahrscheinlich handelt es sich hierbei aber um einen ursächlich anderen Streit, dem Cellini durch Flucht entging.
- 1556 wurde er von der Mutter seines Schülers Fernando di Giovanni di Montepulciano, der ihm Modell für den Perseus gestanden hatte, der Sodomie bezichtigt; deswegen wurde Cellini mit fünfzig Scudi in Gold und zu vier Jahren Gefängnis verurteilt. Die Haftstrafe wurde auf Fürsprache der Medici in Hausarrest umgewandelt.

Nach den letzten Jahren großer finanzieller Schwierigkeiten, aus denen zahlreiche Bittbriefe erhalten sind, starb Cellini am 13. Februar 1571 in Florenz an einer Brustfellentzündung, an der er seit längerer Zeit litt.

### Nachleben
- Mit dem Enkel Jacopo Maccanti starb 1662 die Nachkommenschaft Cellinis aus. Sein Nachlass kam durch Testament an die Buonomini di San Martino, aus deren Archiv die Cellini betreffenden Urkunden später in die Bibliotheca Palatina in Florenz übergingen, wo sie noch erhalten sind.
- Goethe gab 1803 eine freie Übersetzung von Cellinis Autobiographie in Druck: Leben des Benvenuto Cellini.
- Hector Berlioz komponierte 1838 die Oper Benvenuto Cellini über das Leben Cellinis auf ein Libretto von Léon de Wailly und Henri-Auguste Barbier.
- Franz Lachner komponierte 1849 seine Oper Benvenuto Cellini auf dasselbe Libretto.
- Alexandre Dumas schrieb ein Drama Benvenuto Cellini sowie einen Roman Ascanio basierend auf Cellinis Vita.
- Paul Meurice schrieb 1852 das Drama Ascanio, das auf Dumas’ Roman basiert.
- Camille Saint-Saëns komponierte 1890 die Oper Ascanio auf ein Libretto von Louis Gallet, das auf Meurice’ Drama und Dumas’ Roman basiert.
- Gregory La Cavas Spielfilm Alles liebt, alles lügt von 1934 mit Fredric March in der Titelrolle beschäftigt sich mit Cellinis Vita.
- Kurt Weill komponierte 1945 mit Textdichter Ira Gershwin und Buchautor Edwin Justus Meyer die Operette The Firebrand of Florence nach Legenden aus der Biographie Cellinis.
- Im Mittelpunkt des US-Spielfilms Wie klaut man eine Million? von William Wyler aus dem Jahre 1966 steht eine angebliche Venus-Statue von Cellini, die eine gewisse Ähnlichkeit mit der Danae-Statue hat.

## Werke
Zu seinen bekanntesten Werken gehört die Saliera, welche er von 1540 bis 1543 in Paris für den französischen König Franz I. anfertigte. Das Salzfass wurde 2003 aus dem Wiener Kunsthistorischen Museum gestohlen, jedoch von der österreichischen Polizei im Januar 2006 wieder sichergestellt.

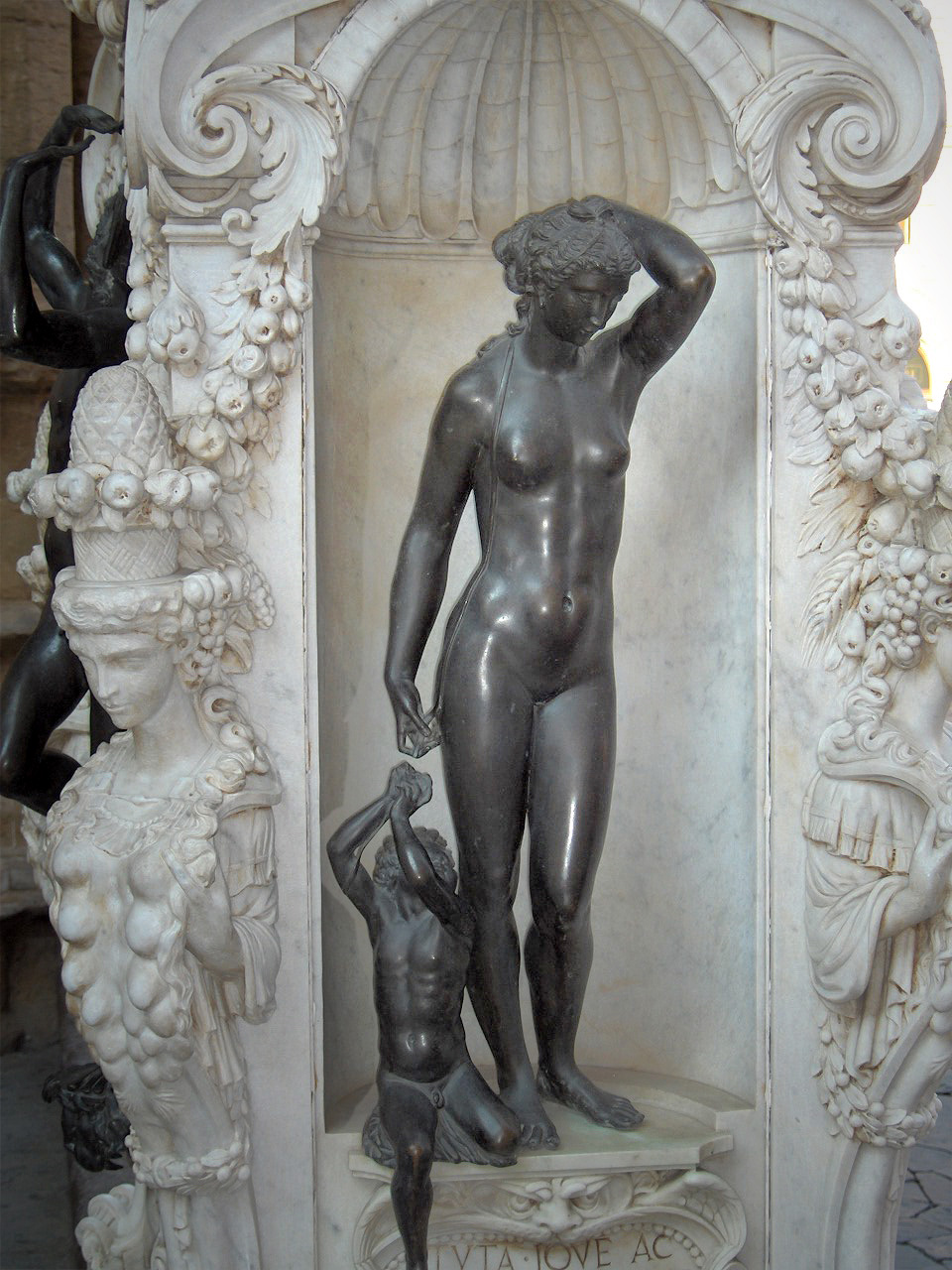
Danaë am Perseus-Sockel

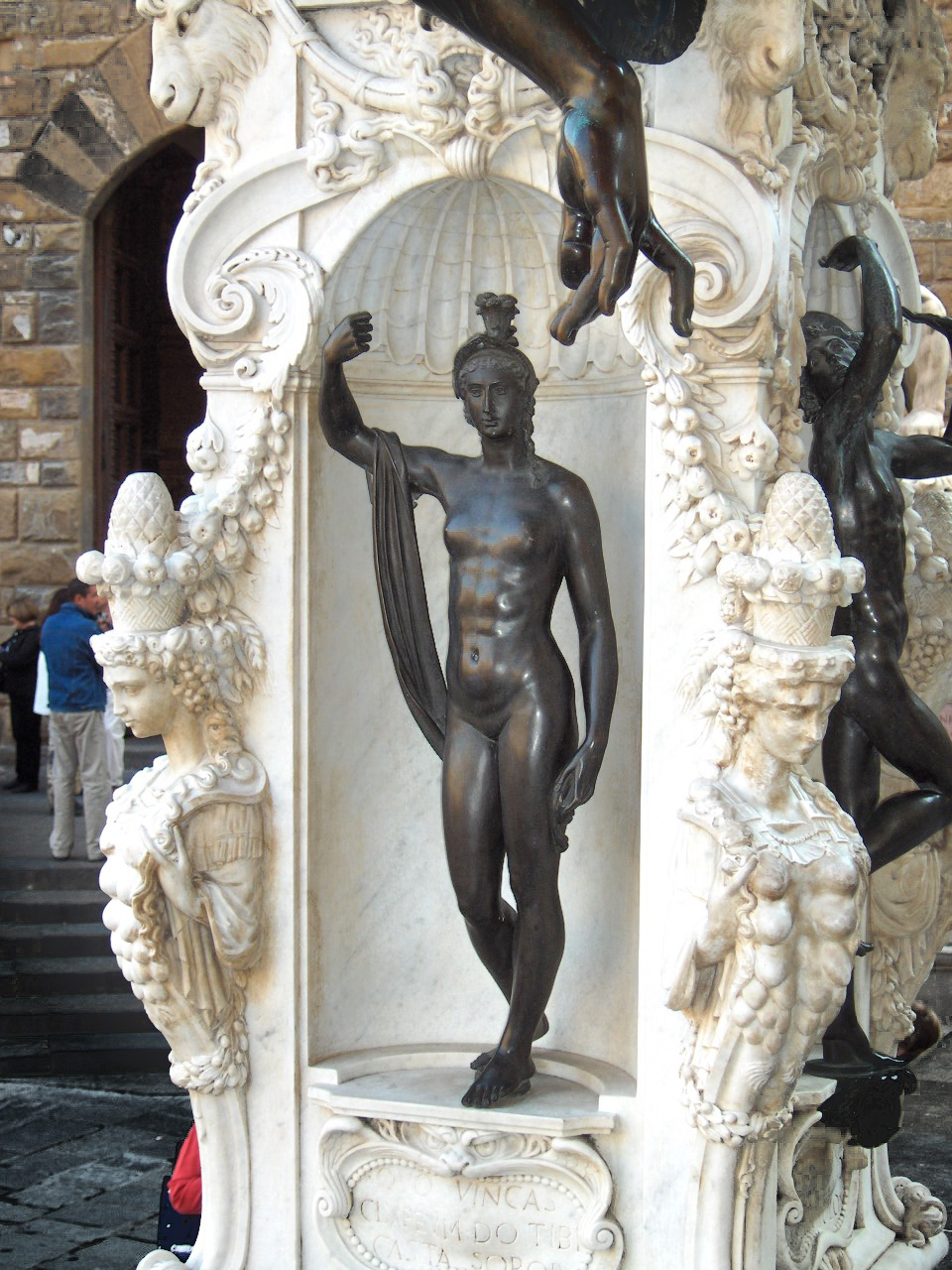
Minerva am Perseus-Sockel

Cellinis bekanntestes bildhauerisches Werk ist das Bronzestandbild Perseus mit dem Haupt der Medusa von 1554. Das überlebensgroße Standbild wurde in der Florentiner Loggia dei Lanzi aufgestellt. Cellini gestaltete dafür zusätzlich den Sockel aus Marmor mit vier Bronzestatuetten von Jupiter, Merkur, Minerva und Perseus’ Mutter Danaë. Später wurde in den Sockelfuß zusätzlich ein Bronzerelief Cellinis eingelassen, das die Befreiung der Andromeda darstellt, welches sich heute im Bargello befindet und durch einen Nachguss am Sockel ersetzt wurde. Von Dezember 1996 bis Juni 2000 wurde die Statue in den Werkstätten der Uffizien aufwändig restauriert.

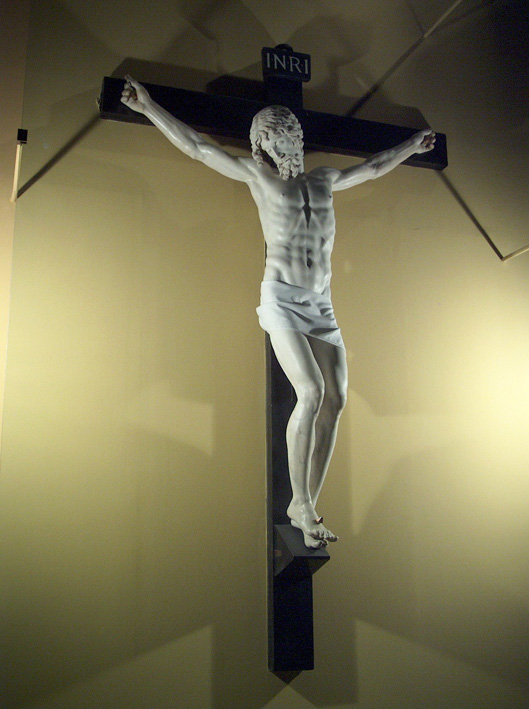
Kruzifix El Escorial, Monastero di San Lorenzo, 1556–1562

Eine weitere bedeutende Plastik befindet sich heute in der Kirche des Escorial nahe Madrid. Dabei handelt es sich um ein lebensgroßes Kruzifix aus Marmor, das Cellini in seinen letzten Jahren für seine eigene Grablege geschaffen hat. Über die Medici gelangte das Werk in die Kirche San Lorenzo del Escorial. Dort wurde es, da es Christus nackt zeigt, schamvoll mit einem Leinentuch verhüllt und mit einer Dornenkrone versehen.
Ein drittes erhaltenes Werk ist eine überlebensgroße Bronzebüste, die Cosimo I. darstellt. Diese schuf Cellini im Wettbewerb mit dem Florentiner Bildhauer Baccio Bandinelli. Sie wurde 1548 fertig, stand bis 1557 im Palazzo Vecchio (bzw. Palazzo della Signoria), wurde dann nach Cosmopoli auf Elba „verbannt“ und gelangte erst im 18. Jahrhundert in den Bestand der Florentiner Skulpturengalerie, den Bargello.
Das Salzfass, der Perseus, die Büste Cosimos sowie das Kruzifix sind wichtige Beispiele für den Florentiner Manierismus in der Skulptur. Dies manifestiert sich in ihrer üppigen Ausstattung, der komplexen Ikonographie und der Aufnahme neuester Strömungen in der Skulptur, wie der Forderung nach der Vielansichtigkeit und der „figura serpentinata“.

## Cellinis Schriften

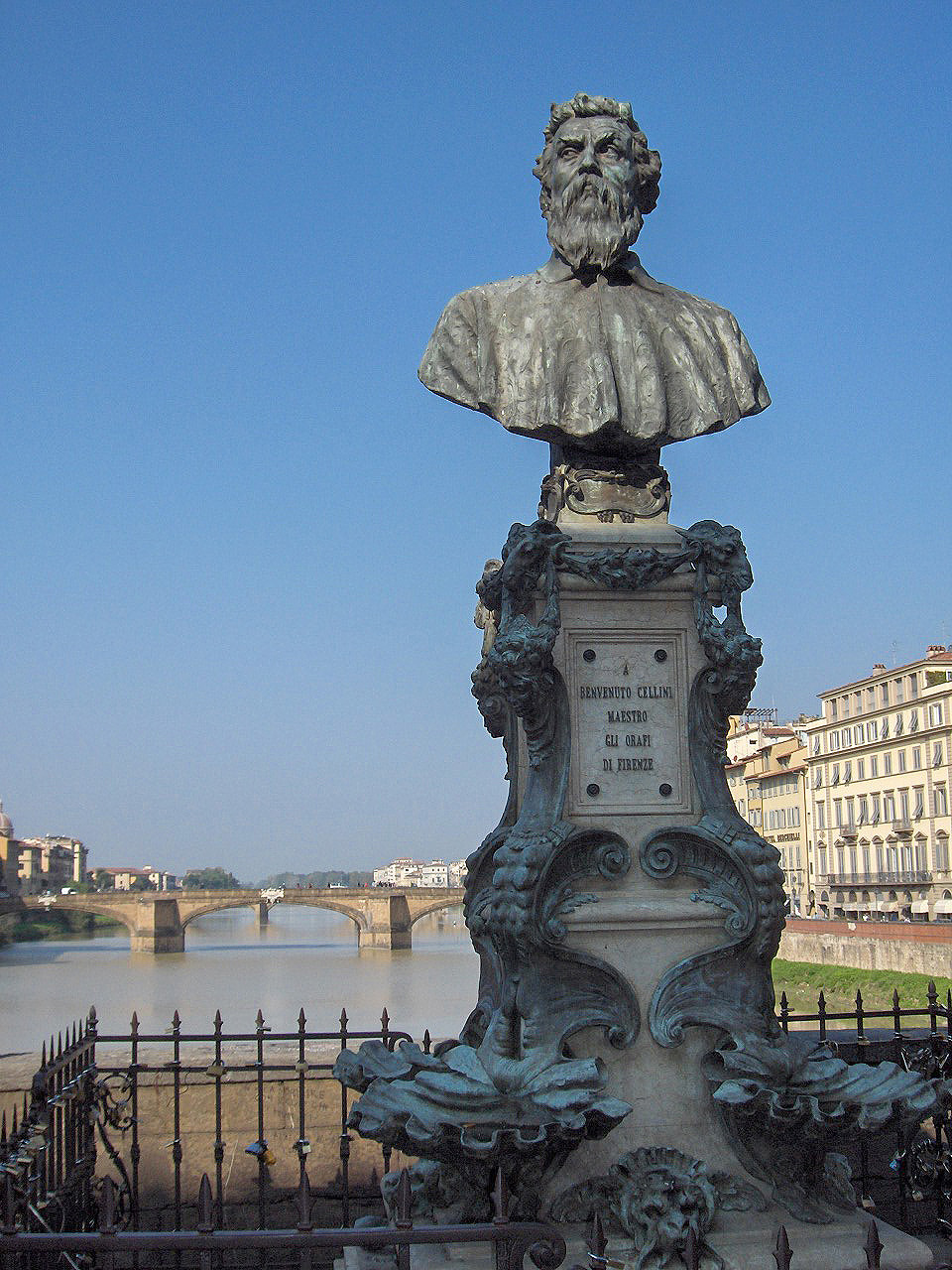
Cellini-Büste auf dem Ponte Vecchio, Florenz

Um das Jahr 1557 begann Cellini mit der Niederschrift seiner Autobiografie und setzte diese Arbeit ungefähr ein Jahrzehnt hindurch fort. Dann vernichtete er den Teil seiner Niederschrift, der die Zeit im Dienste des Herzogs Cosimo betraf, aus Furcht vor dem möglichen Zorn des Herzogs, des späteren ersten Großherzogs von Toskana, und führte sein Vorhaben von da ab nicht mehr weiter. Die Autobiografie endet so, ziemlich abrupt, mit dem November 1566. Erst im Jahr 1728 wurde nach der Vorlage einer handschriftlichen Kopie durch den Florentiner Antonio Cocchi eine Druckausgabe erstellt. Johann Wolfgang von Goethe publizierte das Buch 1798 auf Deutsch unter dem Titel Leben des Benvenuto Cellini. Seine Ausgabe ist eine sehr freie, ungenaue Übersetzung mit Auslassungen der Hinweise auf Cellinis Homosexualität. Das Gewicht liegt bei ihm auf dem literarischen Interesse an der Figur des Autors. Das Buch fand dann auch folgerichtig Aufnahme in seine gesammelten Werke. 1830 folgte in Florenz eine weitere Ausgabe, der diesmal die wiederaufgefundene Originalhandschrift zugrunde lag. Eine der aktuellen Übersetzungen der Originalhandschrift stammt von Jacques Laager.
Cellini verfasste außerdem zwei Traktate über die Goldschmiedekunst und die Skulptur Trattati dell’ Oreficeria e della Scultura di Benvenuto Cellini, die bereits zu seinen Lebzeiten – im Jahr 1568 – veröffentlicht wurden. In seinen letzten Lebensjahren verfasste er zudem einige kurze Abhandlungen über die Baukunst.

## Schriften
- Benvenuto Cellini: Mein Leben. Die Autobiografie eines Künstlers aus der Renaissance. Aus dem Italienischen übersetzt und mit einem Nachwort versehen von Jacques Laager. Manesse-Verlag, Zürich 2000, ISBN 3-7175-1946-8.
- Traktate über die Goldschmiedekunst und die Bildhauerei = I trattati dell’oreficeria e della scultura / Benvenuto Cellini. Auf der Grundlage der Übers. von Ruth und Max Fröhlich als Werkstattbuch kommentiert und hrsg. von Erhard Brepohl. 2005, ISBN 3-412-24705-7.
- Benvenuto Cellini: Kunst und Kunsttheorie im 16. Jahrhundert / hrsg. von Alessandro Nova und Anna Schreurs / Böhlau, Köln u. a. 2003, ISBN 3-412-11002-7.
- Leben des Benvenuto Cellini, florentinischen Goldschmieds und Bildhauers / von ihm selbst geschrieben. Übers. und mit einem Anh. hrsg. von Johann Wolfgang Goethe. Mit einem Nachw. von Harald Keller. 1996, ISBN 3-458-32225-6.
- Leben des Benvenuto Cellini, von ihm selbst geschrieben. Aus dem Italienischen ins Deutsche übertragen von Heinrich Conrad, mit zweiunddreissig Bildern von Michael Mathias Prechtl. Frankfurt am Main und Wien: Büchergilde Gutenberg / 1994, ISBN 3-7632-4000-4.